# Amathusiini
De Amathusiini zijn een tribus van vlinders in de onderfamilie Satyrinae van de familie Nymphalidae. De groep is ook wel, samen met de Brassolini, in de onderfamilie Morphinae geplaatst, maar op grond van moleculair fylogenetisch werk, waarvan de resultaten in 2006 en 2011 gepubliceerd werden, zijn de geslachtengroepen die die onderfamilie vormden nu in de onderfamilie Satyrinae geplaatst. Het overzicht van geslachten in dit artikel volgt dat van de Nymphalidae Systematics Group.
Van de Amathusiini hebben de meeste soorten een verspreiding die beperkt is tot exclusief het Oriëntaals gebied of het Australaziatisch gebied. Een enkele soort voegt ook een wat westelijker of noordelijker gelegen gebied aan z'n areaal toe.

## Geslachten
- Amathusia Fabricius, 1807
  - = Moera Hübner, 1819
  - = Mitocerus Billberg, 1820 overbodig nomen novum voor Amathusia Fabricius, 1807
  - = Thoraessa Westwood, 1850
  - = Pseudamathusia Honrath, 1886
  - = Ategana Stichel, 1906
  - = Syntegana Stichel, 1906
- Aemona Hewitson, 1868
- Allaemona Nishimura, 1999
- Amathuxidia Staudinger, 1887
  - = Zeuxamathusia Staudinger, 1887
- Discophora Boisduval, 1836
  - = Zerynthia Hübner, 1825 non Zerynthia Ochsenheimer, 1816 (Papilionidae)
- Enispe Doubleday, 1848
- Faunis Hübner, 1819
  - = Clerome Westwood, 1850
- Hyantis Hewitson, 1862
- Melanocyma Westwood, 1858
- Morphopsis Oberthür, 1880
- Stichophthalma C. & R. Felder, 1862
- Taenaris Hübner, 1819
  - = Drusilla Swainson, 1820 non Drusilla Samouelle, 1819 (Coleoptera)
  - = Hyades Boisduval, 1832
  - = Morphotenaris Fruhstorfer, 1893
  - = Elymnotaenaris Fruhstorfer, 1911
- Thaumantis Hübner, 1826
  - = Nandogea Moore, 1894
  - = Kringana Moore, 1895
- Thauria Moore, 1894
  - = Morphindra Röber, 1903
- Xanthotaenia Westwood, 1858
- Zeuxidia Hübner, 1826
  - = Aglaura Herrich-Schäffer, 1849
  - = Aglaura Westwood, 1851
  - = Amaxidia Staudinger, 1887
  - = Zeuxaltis Butler, 1897